# El Castellar
El Castellar ist ein Ort und eine Gemeinde (municipio) mit 56 Einwohnern (Stand: 2024) im Süden der Provinz Teruel in der Autonomen Region Aragonien im östlichen Zentralspanien.

## Lage und Klima
Der Ort El Castellar liegt im Quellgebiet des Río Mijares im Süden des Iberischen Gebirges etwa 41 km (Fahrtstrecke) östlich der Stadt Teruel in einer Höhe von ca. 1240 bis 1275 m. Das Klima ist gemäßigt bis warm; Regen (ca. 545 mm/Jahr) fällt übers Jahr verteilt.

## Bevölkerungsentwicklung
| Jahr      | 1857 | 1900 | 1950 | 2000 | 2017 |
| Einwohner | 491  | 459  | 379  | 97   | 54   |

Die Mechanisierung der Landwirtschaft sowie die Aufgabe bäuerlicher Kleinbetriebe und der daraus resultierende Verlust an Arbeitsplätzen haben in der zweiten Hälfte des 20. Jahrhunderts zu einem deutlichen Bevölkerungsrückgang (Landflucht) geführt.

## Wirtschaft
Die Gemeinde lebte jahrhundertelang ausschließlich vom Getreideanbau (Gerste und Weizen), der hauptsächlich zur Selbstversorgung betrieben wurde; auch Viehhaltung (Schafe, Ziegen, Hühner) fand in geringem Maße statt. Der Ort El Castillar diente als merkantiles, handwerkliches und kulturelles Zentrum für die inzwischen zumeist verschwundenen Weiler (pedanías) und Einzelgehöfte (fincas) in seiner näheren Umgebung. Heute spielt die Landwirtschaft immer noch die wichtigste Rolle; Einnahmen aus dem Tourismus gibt es kaum.

## Geschichte
Im 1. Jahrtausend v. Chr. siedelten in der Region wahrscheinlich keltiberische Stammesgruppen der Lobetaner. maurische, Römische oder westgotische Spuren wurden bislang nicht entdeckt. Etwa 30 Jahre, nachdem in den Jahren 1170/71 Teruel erobert worden war, wurde der Ort El Castellar gegründet, dessen Gebiet zuvor lediglich als Sommerweide genutzt worden war.

## Sehenswürdigkeiten

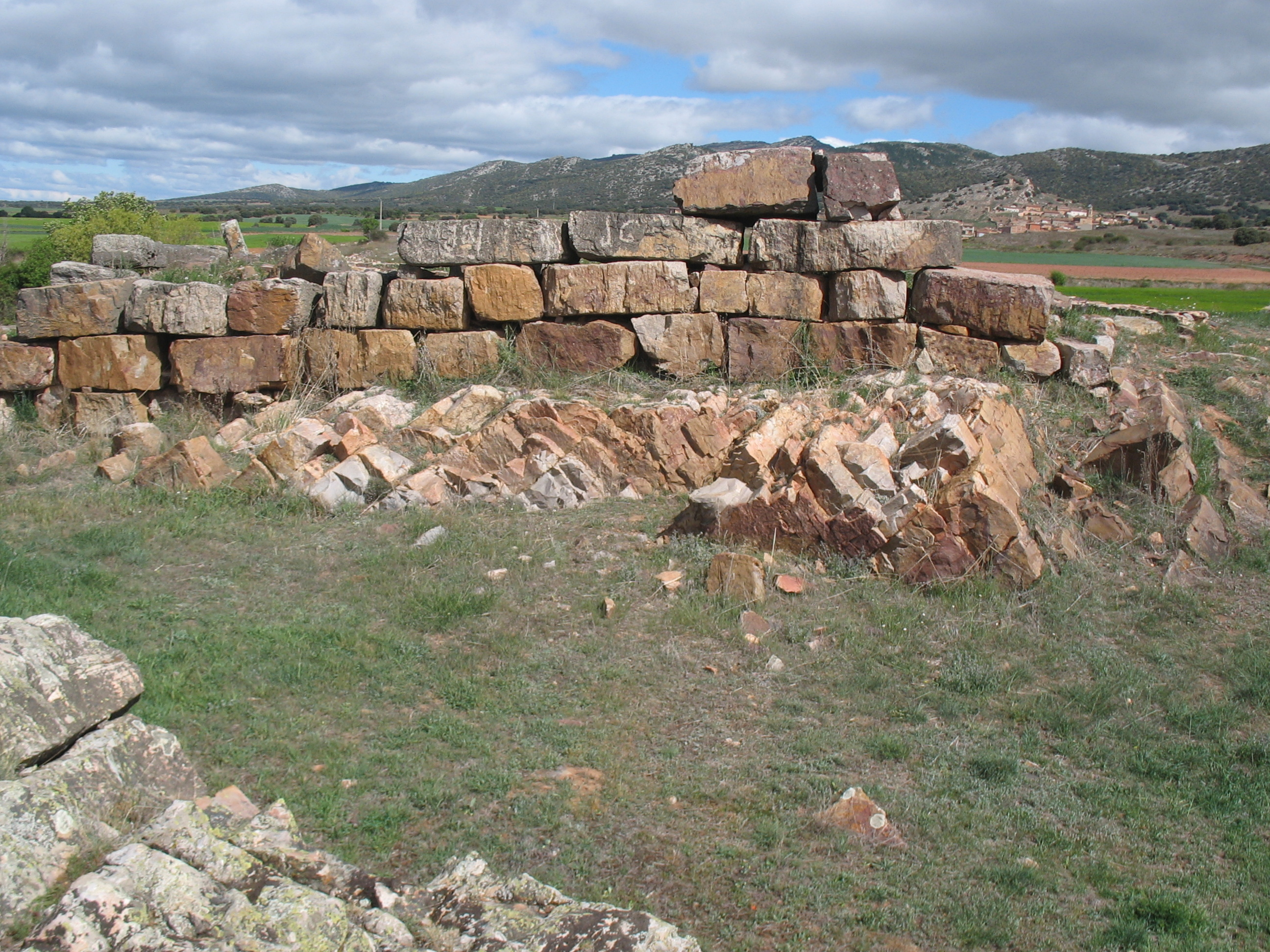
Keltiberische Siedlung
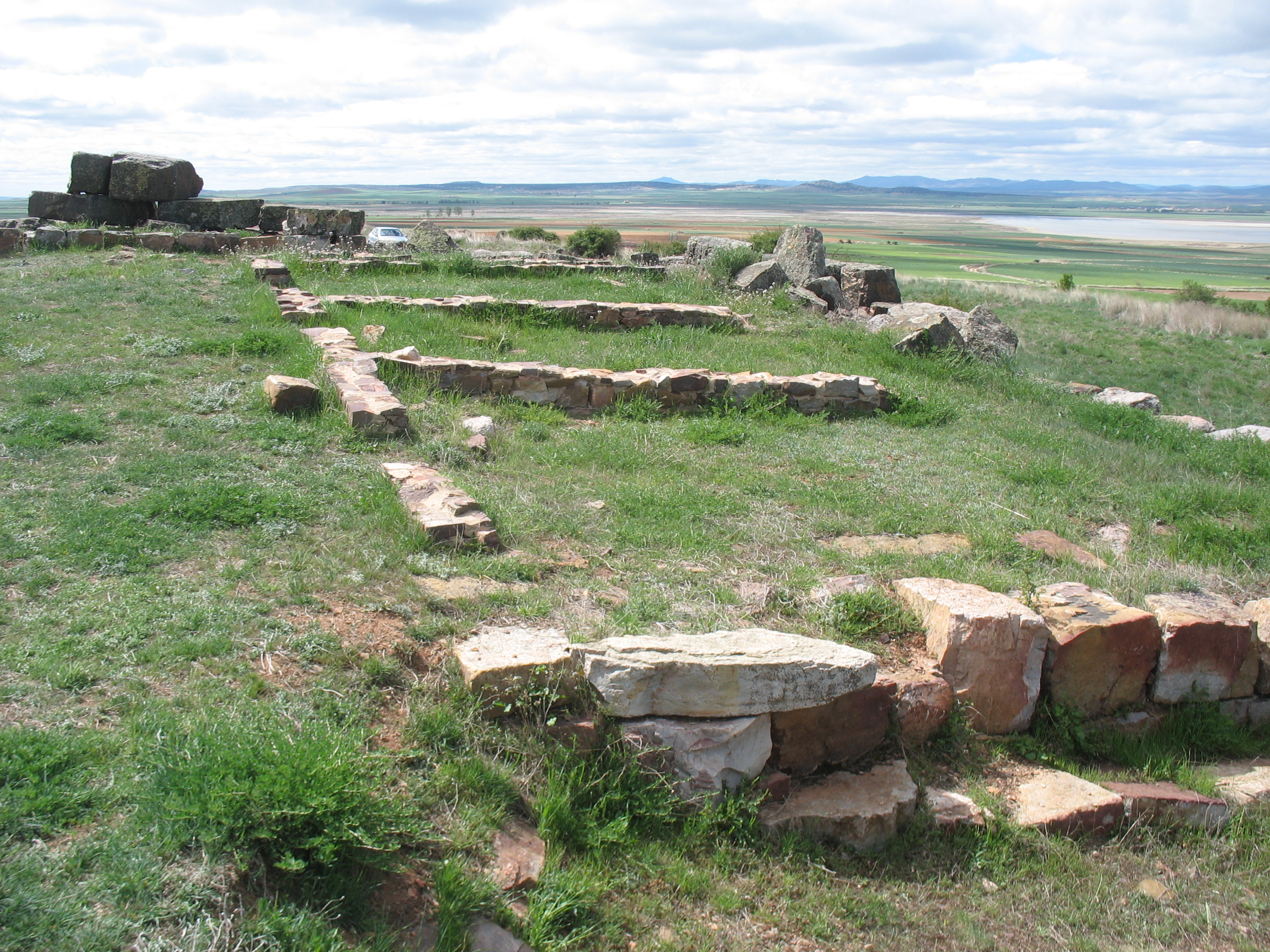
Keltiberische Siedlung
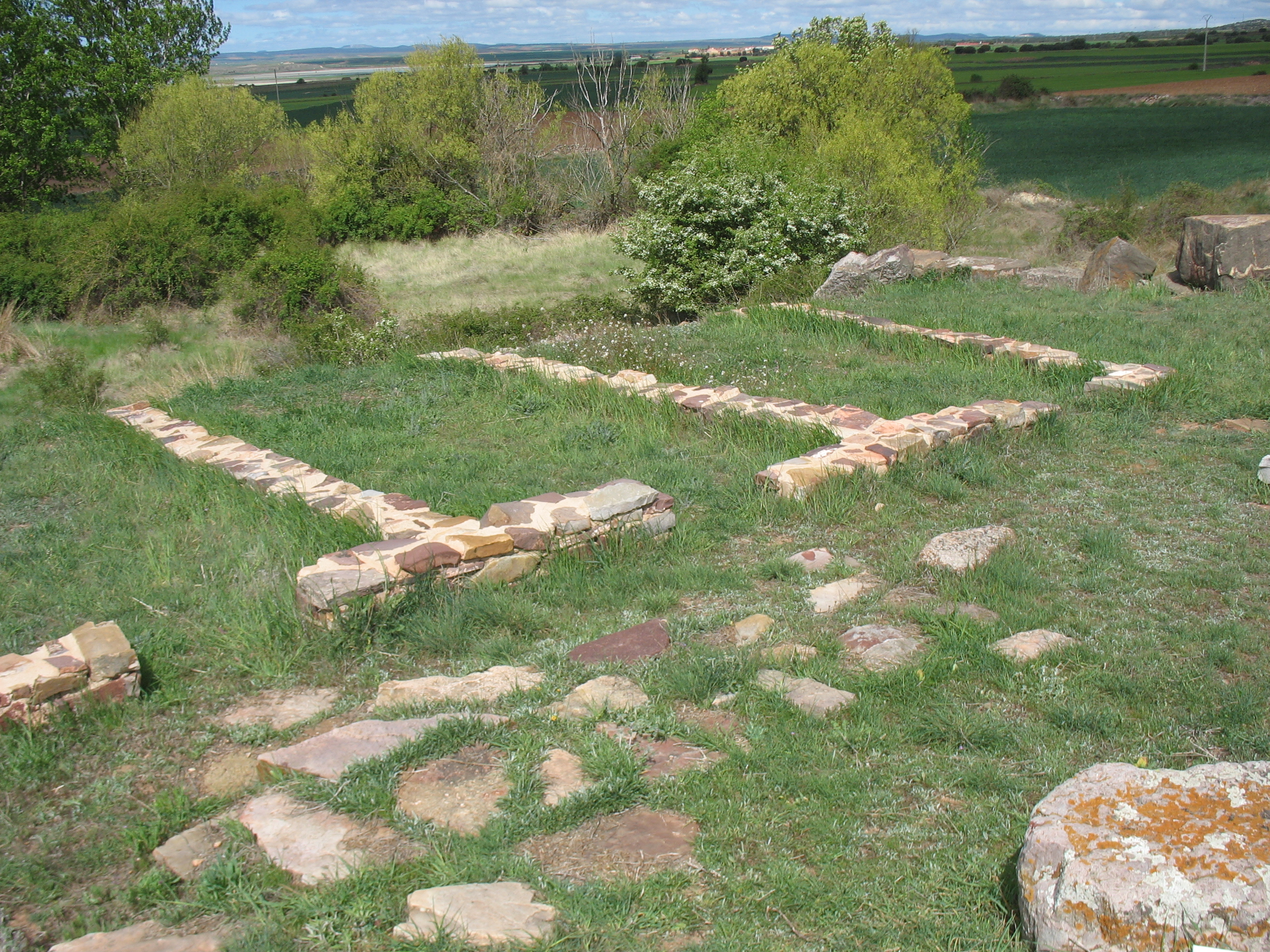
Keltiberische Siedlung
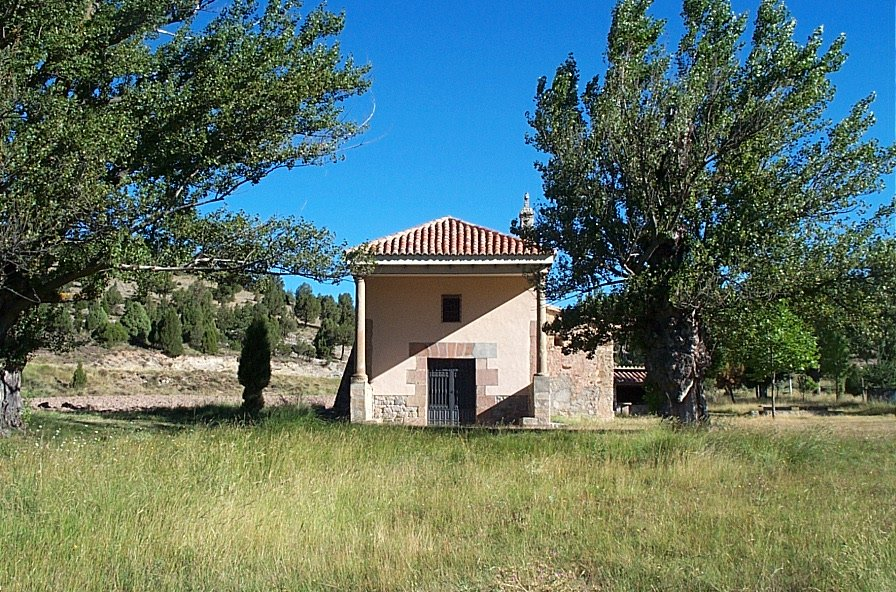
Ermita de la Virgen del Pilar

- In der Region wurden zahlreiche Dinosaurierspuren entdeckt.
- Die Burg (castillo) stammt ursprünglich aus dem 13. Jahrhundert; sie wurde jedoch aufgrund von Schäden während der Karlistenkriege (19. Jahrhundert) mehrfach umgebaut und befindet sich heute in Privatbesitz.[4][5]
- Die Ermita de Santa Bárbara steht in unmittelbarer Nähe der Burg; sie diente möglicherweise als erste Pfarrkirche des Ortes.
- Die Kirche San Miguel ist dem Erzengel Michael geweiht. Der spätgotische Bau entstand um die Mitte des 16. Jahrhunderts; das einschiffige, aber mit Seitenkapellen versehene Innere wurde jedoch im 18. Jahrhundert barockisiert. Das Kirchenschiff hat ein Stichkappengewölbe; die Kapellen sind in kreuzgratgewölbte Seitenschiffe umgewandelt worden.[6]

Umgebung
- Circa drei Kilometer außerhalb des Ortes befindet sich die Ermita de la Virgen del Pilar.